# Alexander Island, Nunavut
Alexander Island är en ö i Kanada.   Den ligger i territoriet Nunavut, i den norra delen av landet, 3 600 km nordväst om huvudstaden Ottawa. Arean är 484 kvadratkilometer.
Terrängen på Alexander Island är platt. Öns högsta punkt är 194 meter över havet. Den sträcker sig 28,1 kilometer i nord-sydlig riktning, och 38,4 kilometer i öst-västlig riktning.
Trakten runt Alexander Island består i huvudsak av gräsmarker. Trakten runt Alexander Island är nära nog obefolkad, med mindre än två invånare per kvadratkilometer.